# Novo Selo (gmina Šamac)
Novo Selo (cyr. Ново Село) – wieś w Bośni i Hercegowinie, w Republice Serbskiej, w gminie Šamac. W 2013 roku liczyła 419 mieszkańców.